# Deme N'Diaye
Pour les articles homonymes, voir N'Diaye.
Deme N'Diaye, né le 6 février 1985 à Dakar (Sénégal) est un footballeur international sénégalais, évoluant au poste de milieu de terrain.

## Biographie

### En club
Après trois saisons passées à l'ACA, Deme quitte le club le 15 juin 2012 afin de rejoindre le RC Lens pour trois ans, avec une saison supplémentaire en cas de promotion en Ligue 1. Cependant, il reste en attente de l'homologation de son contrat en raison des difficultés financières de son nouveau club. Le 10 août son contrat est officiellement homologué.
Il rejoint en janvier 2018 l'Arras Football Association qui évolue alors en National 2.

### En sélection nationale
Il est sélectionné pour la première fois en équipe nationale le 5 septembre 2009 contre l'Angola (score de 1-1).
Au vu de sa fin de saison 2009/2010, il est sélectionné pour jouer avec le Sénégal contre le Danemark en match amical le 27 mai 2010 .
Deme progresse de plus en plus et l'entraîneur des Lions de la Teranga l'appellera pour d'autres matchs. Il réussit à se qualifier avec le Sénégal à la CAN 2012 contre la RDC 2 buts à 0 sur un doublé de Moussa Sow.
Le tableau suivant liste les rencontres de l'équipe du Sénégal dans lesquelles Deme N'Diaye a été sélectionné depuis le 5 septembre 2009 jusqu'au 5 février 2013.

## Statistiques
| Saison                | Club                  | Championnat           | Championnat | Championnat | Coupe nationale | Coupe nationale | Coupe de la Ligue | Coupe de la Ligue | Sénégal | Sénégal | Total | Total |
| Saison                | Club                  | Division              | M.          | B.          | M.              | B.              | M.                | B.                | M.      | B.      | M.    | B.    |
| 2005-2006             | Estrela da Amadora    | Primeira Liga         | 6           | 1           | -               | -               | -                 | -                 | -       | -       | 6     | 1     |
| 2006-2007             | Estrela da Amadora    | Primeira Liga         | 16          | 1           | 2               | 0               | -                 | -                 | -       | -       | 18    | 1     |
| 2007-2008             | Estrela da Amadora    | Primeira Liga         | 17          | 1           | 1               | 0               | -                 | -                 | -       | -       | 18    | 1     |
| 2008-2009             | Estrela da Amadora    | Primeira Liga         | 13          | 1           | 4               | 1               | 2                 | 0                 | -       | -       | 19    | 2     |
| Sous-total            | Sous-total            | Sous-total            | 52          | 4           | 7               | 1               | 2                 | 0                 | 0       | 0       | 61    | 5     |
| 2009-2010             | AC Arles-Avignon      | Ligue 2               | 36          | 6           | 1               | 0               | -                 | -                 | 3       | 0       | 40    | 6     |
| 2010-2011             | AC Arles-Avignon      | Ligue 1               | 33          | 2           | 1               | 0               | 1                 | 0                 | 6       | 0       | 41    | 2     |
| 2011-2012             | AC Arles-Avignon      | Ligue 2               | 19          | 1           | 1               | 0               | -                 | -                 | 5       | 2       | 25    | 3     |
| Sous-total            | Sous-total            | Sous-total            | 88          | 9           | 3               | 0               | 1                 | 0                 | 14      | 2       | 106   | 11    |
| 2012-2013             | RC Lens               | Ligue 2               | 27          | 1           | 4               | 1               | -                 | -                 | -       | -       | 31    | 2     |
| 2013-2014             | RC Lens               | Ligue 2               | 14          | 1           | 5               | 2               | 2                 | 1                 | -       | -       | 21    | 4     |
| 2014-2015             | RC Lens               | Ligue 1               | 7           | 0           | -               | -               | 1                 | 0                 | -       | -       | 8     | 0     |
| 2015-2016             | RC Lens               | Ligue 2               | 26          | 3           | 1               | 0               | -                 | -                 | -       | -       | 27    | 3     |
| Sous-total            | Sous-total            | Sous-total            | 74          | 5           | 10              | 3               | 3                 | 1                 | 0       | 0       | 87    | 9     |
| 2017-2018             | Arras FA              | National 2            | 13          | 5           | -               | -               | -                 | -                 | -       | -       | 13    | 5     |
| Sous-total            | Sous-total            | Sous-total            | 13          | 5           | 0               | 0               | 0                 | 0                 | 0       | 0       | 13    | 5     |
| Total sur la carrière | Total sur la carrière | Total sur la carrière | 227         | 23          | 20              | 4               | 6                 | 1                 | 14      | 2       | 267   | 30    |